# Malonne
Pour les articles homonymes, voir Malonne (homonymie).
Malonne est une section de la ville belge de Namur située en Wallonie dans la province de Namur. C'était une commune à part entière avant la fusion des communes de 1977. Le village s'est développé (le 'Fond de Malonne') le long du Landoir, un ruisseau, affluent de la Sambre en rive droite.

## Géographie
Comprenant une zone industrielle en bord de Sambre, Malonne s'étend sur la rive droite et les hauteurs de Sambre, peu avant que celle-ci ne se jette dans la Meuse au cœur de Namur. Malonne est ainsi le premier village de l’Entre-Sambre-et-Meuse sur le versant Sambre, Wépion étant son pendant sur le versant Meuse. Flawinne est au nord, sur la rive gauche de la Sambre, Salzinnes (faubourg intégré dans la section de Namur) au nord-est, Wépion au sud-est et Floreffe au sud et à l'ouest.
Malonne est un village aux habitations disséminées en de nombreux quartiers et lieux-dits plus ou moins distants les uns des autres, parfois séparés par des bois (ceux-ci représentent d'ailleurs 27 % de la superficie de la section) qui faisaient partie de la grande forêt de Marlagne. L'ancien cœur du village, où se situent l'ancienne église abbatiale, le tombeau et sanctuaire du saint frère Mutien-Marie, l'ancienne abbaye de Malonne, l'institut Saint-Berthuin et l'église paroissiale, est coincé au fond d'un val fort resserré creusé par le Landoir (ruisseau qui se jette dans la Sambre). Cette partie de Malonne est de ce fait appelée Fond de Malonne ou plus simplement Fond. Le reste de la localité, zone vallonnée et très résidentielle, se trouve sur les hauteurs de Sambre, qui culmine à 220 mètres (alors que la Sambre, point le plus bas, coule à une altitude de 85 mètres).
Le relief du village a été peu modifié par l’homme. Les carrières, aujourd’hui désaffectées, sont peu nombreuses, de petite taille et rendues à la nature. Les cours d’eau ont été davantage affectés par l'homme : la Sambre a été rectifiée afin de supprimer les nombreux méandres et de faciliter la navigation ; quant au Landoir, il a été recouvert dans sa partie inférieure et y coule en sous-sol.

## Population

### Démographie
- Sources:INS, Rem:1831 jusqu'en 1970=recensements, 1976= nombre d'habitants au 31 décembre

Malonne comptait en 2010, 5 256 habitants, soit près de 5 fois plus qu'en 1799, date d'un premier dénombrement. La progression semble continue, sauf entre 1910 et 1920, probablement du fait de la guerre. Sur les 50 dernières années, la progression n'a pas cessé et a été la plus forte dans les années 1970. Le nombre d'habitants est ainsi passé de 3 626 en 1961 à 5 173 en 2009, soit une croissance moyenne de près de 1 % par an.
| 1799  | 1830  | 1910  | 1920  | 1930  | 1961  | 1972  | 1980  | 1990  | 2000  | 2009  |
| 1.083 | 1.800 | 3.165 | 3.050 | 3.273 | 3.626 | 4.004 | 4.679 | 4.813 | 5.096 | 5.173 |
| ----- | ----- | ----- | ----- | ----- | ----- | ----- | ----- | ----- | ----- | ----- |

En 2009, plus d'un quart des Malonnois avaient moins de 20 ans. En comparaison avec la commune de Namur à laquelle elle appartient, Malonne apparait ainsi plus jeune (25,6 % de moins de 20 ans à Malonne contre 21,9 % dans la commune). Mais sa population vieillit : 34 ans plus tôt, les moins de 20 ans représentaient en effet 32,9 % de la population (contre 26,8 % dans la commune). 
Les flux migratoires ne sont pas négligeables. Ainsi, en 2008, plus d'un cinquième des habitants (21,3 %) étaient arrivés à Malonne moins de 4 ans auparavant. Dans le même temps, plus d'un cinquième des Malonnois (23,4 %) avaient migré hors de la localité. C’est surtout entre 20 et 34 ans que les flux sont les plus intenses. Le solde migratoire ressemble à ceux généralement observés dans les banlieues résidentielles : légèrement positifs chez les moins de 20 ans (1,5 %) ; nettement négatifs entre 20 et 34 ans (- 12 %) ; proches de 0 entre 35 et 64 ans (0,3 %) ; et négatifs au-delà (- 2,7 %). Malonne est typiquement un de ces villages qui, parce qu'implantés à proximité d'une ville, accueillent de jeunes couples qui y fondent une famille avant qu’une part importante de leurs enfants, une fois devenus jeunes, partent vers d’autres horizons.
Malonne ne compte que 2,6 % d'étrangers (surtout originaires de l'Union Européenne). C'est nettement moins que la moyenne de la commune de Namur (6,7 %). Sur d'autres plans également, Malonne présente des indicateurs se situant au-dessus de la moyenne namuroise. Ainsi, le revenu annuel moyen par habitant en 2006 était-il équivalent à 27 967 € (pour 24 631 € pour l'ensemble de la commune de Namur, et 31 205 pour Wépion, la plus riche localité de Namur).

## Histoire
L'environnement immédiat de Malonne a été peuplé depuis la plus haute époque. Dans la vallée de la Sambre et celle de la Meuse, que le village actuel de Malonne sépare, plusieurs sites archéologiques témoignent d'un peuplement remontant au Paléolithique et se poursuivant tout au long de la préhistoire et de l'âge des métaux. Plus tard, profitant des voies d'accès dans les vallées, Namur s'est développé à partir de la période romaine à moins d'une journée de marche de Malonne.
Plusieurs découvertes relatives à la présence romaine sont attestées à Malonne, notamment celle d'un cimetière et celle d'une exploitation agricole au lieu-dit de Reumont, remontant au Haut-Empire.
Malonne aurait été fondé dans les années 600 ; du moins le village entre-t-il dans l'Histoire à cette date. Son fondateur, Berthuin (ou Bertuin), est un évêque anglo-saxon, peut-être irlandais. La légende raconte qu'un jour un ange venu le visiter dans son sommeil lui dit de quitter tous ses biens et d'aller construire un village entre la Meuse et le Landuw (Landoir). Les grands propriétaires de l’endroit l’accueillent généreusement : Roga, châtelaine de Flawinne, lui aurait cédé sa propriété de Malonne, celle où il installe son oratoire ; Odoacre, propriétaire terrien de Floreffe, lui donne les terres situées depuis le Tombois jusqu’au Landoir ; Pépin de Herstal lui fait don de cinq métairies, parmi lesquelles peut-être Reumont. Ces généreuses donations sont fréquentes à la période mérovingienne. En échange de terres incultes, ingrates ou difficiles à défendre, les puissants propriétaires s'assurent à la fois une certaine aura sur terre et -on ne sait jamais- un placement dans l'au delà. La vita bertuini est la principale source sur la vie du saint.
Tout au long du Moyen Âge, Malonne relève de l'autorité de Liège. Il semble que la fondation de Saint Berthuin tomba progressivement en décadence, avant d'être remplacée par un collège de chanoines chargés d'administrer le domaine. Ceux-ci furent remplacés au XIIe siècle par une nouvelle fondation de chanoines réguliers, observant la règle de Saint Augustin. En 1903, un couvent de clarisses fut fondé à Malonne à la suite de l'expulsion des religieuses de France.
Au cours de la période contemporaine, Malonne vit au rythme de Namur. Le Fort de Malonne, intégré aux fortifications de Namur (la cinquième enceinte comporte neuf forts, bâtis en 1880 sur les collines avoisinant la cité mosane) servit à la défense de la ville en 1914 et en 1940. Au cours de ce second siège, sa reddition n'eut lieu que le 21 mai, soit une semaine après le retrait des fantassins de la PFN (position fortifiée de Namur) du fait du franchissement de la Meuse un peu plus au sud, à Houx et à Leffe. L'historien Jacques Vandenbroucke écrit : « le combat livré par les forts namurois depuis le 15 mai 1940 est totalement incroyable compte tenu des conditions du terrain », par « des Wallons issus d'un recrutement très régional ». Il rappelle que Le Figaro, entre autres, salua cette résistance, mais se plaint qu'à Namur, rien ne vint l'évoquer. Celle de 1914, à Liège et à Namur, avait permis de ralentir considérablement l'avance de l'armée allemande, comme le soulignent deux historiens irlandais (John Horne et Alan Kramer) dans leur livre sur les atrocités allemandes.

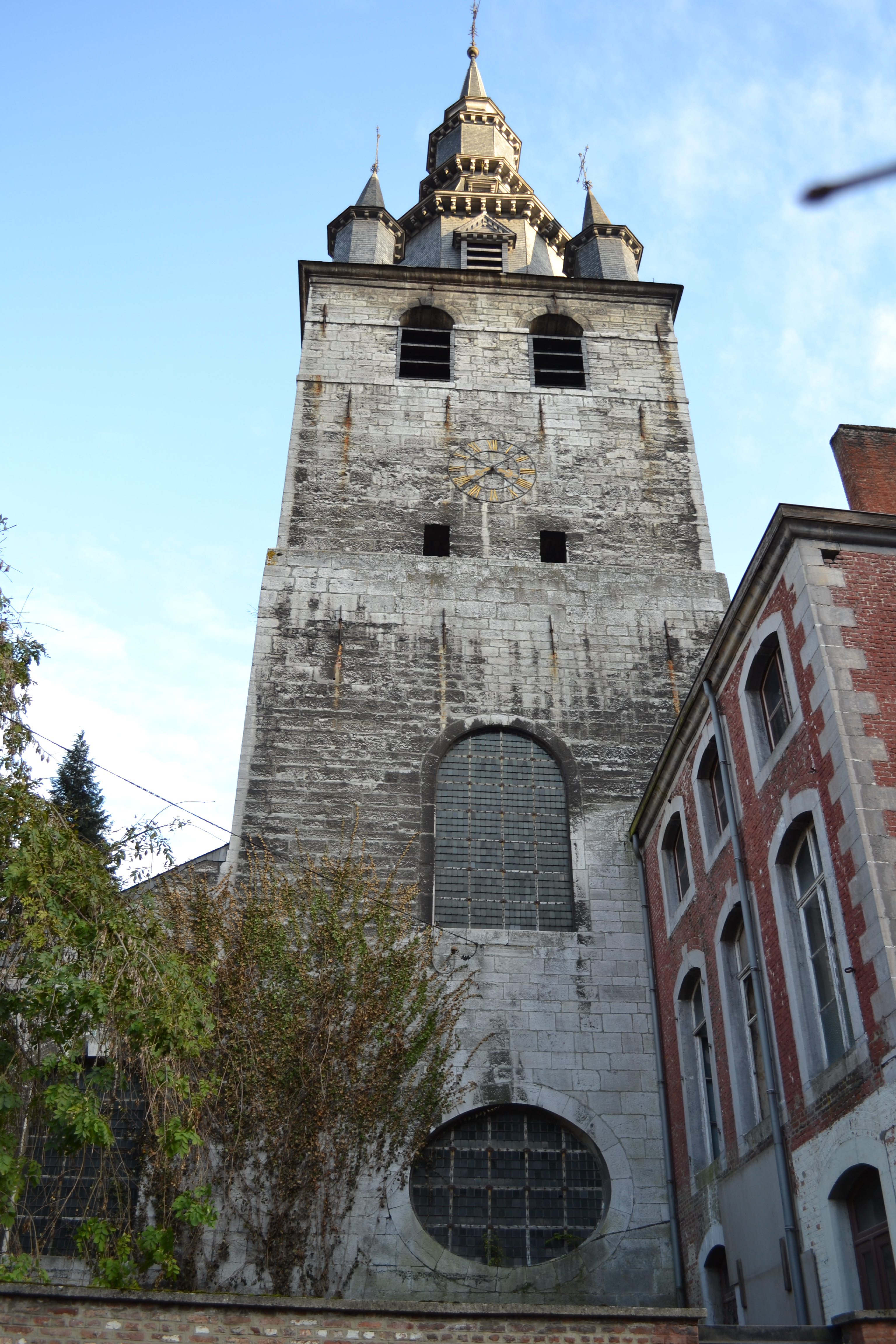
L'église Saint-Berthuin.

## Patrimoine

### Patrimoine naturel
- L'ancienne carrière du Piroy, dite "le volcan" ou "le cratère", a été classée en 1983 pour son intérêt géologique. La roche est d'origine volcanique, mais le "cratère", aujourd'hui rempli d'eau, a été creusé par l'homme. La roche volcanique ne s'est en effet jamais épanchée en surface mais s'est refroidie et consolidée près du niveau du sol. Cette roche pâteuse et claire (la rhyolite) s'est injectée dans un schiste silurien et cet ensemble, plus dur que les schistes avoisinants, explique pourquoi le site est sur un point haut, ce qui donne une raison supplémentaire de le considérer comme un cratère. Au contact de l'air et de l'eau, une partie de la lave s'est transformée en kaolin. C'est cette roche qui a été extraite pour la porcelaine alors que la lave elle-même servait à la construction et à l’empierrement des routes. Aujourd'hui, le site, laissé dans un état semi-sauvage, est composé d'un étang (carrière inondée) et de rochers envahis par la végétation[2].

### Patrimoine architectural
- L'église Saint-Berthuin (classée en 1962) est l'ancienne église abbatiale. Construite aux XVIIe et XVIIIe siècles, elle est d'inspiration baroque. Son clocher carré date de 1655. Il culmine en une élégante flèche baroque octogonale ornée de quatre petits clochetons. L'intérieur est composé d'une courte nef et d'un long chœur, reconstruit en 1722. La nef, composée de quatre travées, est remarquable par ses colonnes alternant marbre gris et calcaire. Des stalles sont dressées dans le chœur. La châsse de Saint-Berthuin, œuvre de l'orfèvre Henri Libert datée de 1601[3], se trouve dans l'autel latéral droit.
- La cour d'honneur de l'ancienne abbaye est délimitée par d'harmonieux bâtiments classiques, le palais abbatial, construits au XVIIe siècle et dont les deux ailes principales sont connues sous les noms de quartiers de l'abbé Farsy et de l'abbé Bonvoisin. Une chapelle aussi grande que l'église fait également partie de cet ensemble. Sa façade est de style néo-classique tandis que l'intérieur, constitué d'une seule nef, est de style néo-gothique.
- Une ferme en long et ses petites dépendances ont également été classées en 1992. Elles se trouvent au hameau 'le Crestia'.
- La ferme Blanche, propriété qui est acquise par l'abbaye de Malonne à la famille Jacqmin, passée à la Revolution française à Célestin de Bouille de Dinant et revendue dès 1792 à Lambert Baré, tanneur à Namur. Construite au XVIIe siècle et largement aménagée aux XIXe et XXe siècles, se dresse, isolée, au milieu des prés, dans une large boucle de la Sambre. Elle se présente sous la forme d'un vaste quadrilatère avec quatre hautes tours d'angle[4].
- La ferme de Reumont, construite aux XVIe et XVIIe siècles sur un emplacement déjà occupé à l'époque gallo-romaine.
- Chapelle Saint-Lambert, rue Trieux. Sanctuaire de style néo-classique daté de 1864 sur la façade[5].

## Enseignement
Malonne est le siège de sept écoles. Toutes, sauf celle organisée par Communauté française, sont affiliées au réseau d'enseignement libre catholique. En 2011, on dénombre : 
- 5 écoles d'enseignement fondamental: l'école de la Communauté française, l'école Saint-Berthuin, l'école paroissiale Saint-Joseph , l'école Saint-Berthuin spécialisée de type 8 et l'école Reumonjoie enseignement spécialisé types 2 et 3 ;
- 2 écoles secondaires : l'Institut Saint-Berthuin (école ouverte depuis 1842), et l'école professionnelle spécialisée Reumonjoie organisant les formes 2, 3 et 4 ;
- 1 des implantations de l'Hénallux (Haute École de Namur-Liège-Luxembourg), avec deux départements : normal primaire et secondaire ; bibliothéconomie et documentation.

## Économie et emploi
Les six écoles ainsi que le petit zoning industriel et les grandes surfaces implantées en bordure Nord de la localité ne font pas de Malonne un de ces villages dortoirs quasi dépourvus d'activité économique. Il n'empêche que la majorité des Malonnois ayant un emploi travaillent en dehors de la localité. Sans doute est-ce déjà le cas depuis longtemps. Le recensement de 1961 indiquait en effet que le coefficient d'emploi (rapport entre le nombre d'emplois dans la commune et le nombre de résidents actifs) était de 46,9 %, et que 63,5 % des Malonnois ayant une activité professionnelle travaillaient en dehors de la localité.
Depuis longtemps également, l'essentiel du travail disponible à Malonne se situe dans le secteur tertiaire. En 1961, 47 % des personnes étaient en effet occupées dans les services (principalement les écoles) et 15,7 % dans le commerce, la banque et l'assurance. À cette époque cependant, 10,2 % des emplois (soit 61 emplois) se situaient encore dans l'agriculture et l'horticulture, ce qui n'est assurément plus le cas aujourd'hui.

### Voies de communication et mobilité
À part la route à quatre bandes Namur-Charleroi, dans la vallée de la Sambre, et dans une mesure nettement moindre, la N954 Namur-Bois-de-Villers, Malonne n'est pas traversée par des voiries de transit. En outre, à l'exception des quelques entreprises et des grandes surfaces situées dans la vallée de la Sambre, seuls deux quartiers attirent un nombre significatif de visiteurs externes : le Fond, à cause des écoles, et le Champ Ha, à cause du centre culturel et sportif. Ainsi Malonne reste-t-il un village peu perturbé par le trafic de transit.
Il faut cependant compter avec l’utilisation intense de la voiture par les Malonnois car le relief accidenté n’incite pas à l’utilisation quotidienne du vélo, et les sentiers, encore très nombreux en dépit de l’appropriation de certains par des riverains peu scrupuleux, n’ont pas été adaptés en fonction de l’évolution de l’urbanisation. Si l’on ajoute à cela que la gare la plus proche (Flawinne) est à 3 km du cœur du village, il ne reste souvent aux Malonnois que deux options : la voiture pour aller d’un quartier à l’autre ou sortir de la localité, ou le bus pour se rendre à Namur. Deux lignes de bus relient en effet Malonne à Namur : la 28, dont la fréquence est faible, dessert les Hauts de Malonne, tandis que la 6, plus cadencée, dessert le Fond de Malonne et les écoles en épousant le tracé de l’ancienne ligne de tram.

## Personnalités
- Alexandre et Wauthier de Malonne sont deux frères, chanoines de l'abbaye de Malonne,  qui, au XIIe siècle, sont devenus évêques en Pologne, respectivement à Płock et Wrocław.
- Le saint frère Mutien-Marie qui travailla et enseigna longtemps à l'Institut Saint-Berthuin tenu par les Frères des Écoles chrétiennes (ordre auquel il appartenait) mourut et fut enterré à Malonne.
- Ernest Solvay (1838-1922), a passé sa scolarité secondaire à l'Institut Saint-Berthuin où il sera initié aux sciences par le frère Macardus, diplômé de l'Ecole des Mines de Mons.
- Charles-Henri Dardenne, figure locale connue de tous. Fer de lance de l'aide à la jeunesse namuroise.